# شورودا فيلكوبولسكا

شورودا فيلكوبولسكا هي بلدة تقع جنوب وسط بولندا في محافظة بولندا الكبرى.